# UTC±0
| Ora standard (tot anul) Ora standard (iarna din emisfera nordică) Ora standard (iarna din emisfera sudică) | Regiune maritimă în acest fus orar Ora de vară (vara din emisfera nordică) Ora de vară (vara din emisfera sudică) |

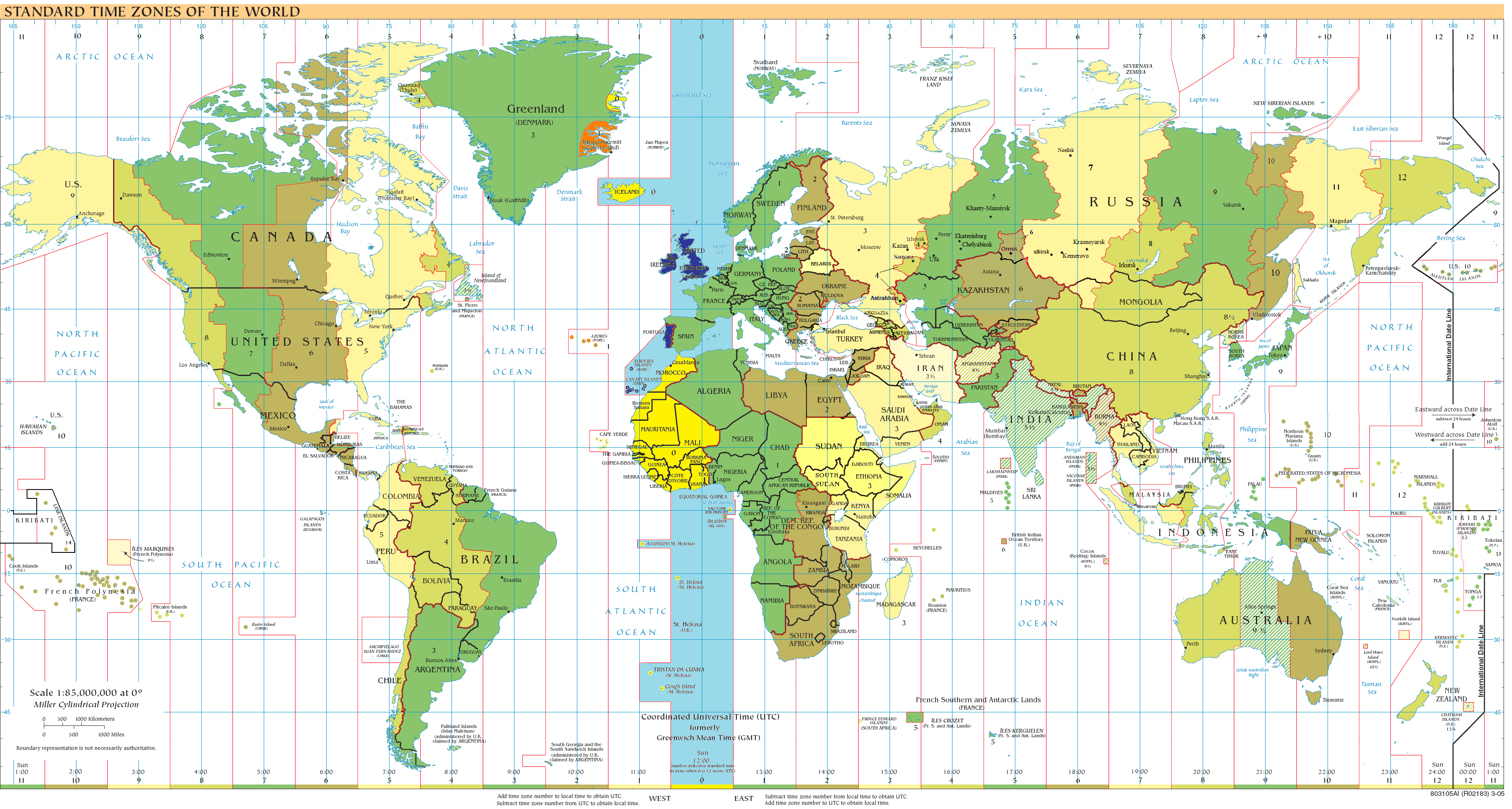
Utilizarea fusului orar UTC±0:

UTC±0 este un fus orar, denumit Ora universală coordonată și în trecut Ora Greenwich. UTC±0 este folosit în următoarele țări și teritorii:

## Ora standard (tot anul)
- Burkina Faso
- Côte d'Ivoire
- Danemarca
  -  Groenlanda (Danmarkshavn și zona înconjurătoare)
- Gambia
- Ghana
- Guineea
- Guineea-Bissau
- Islanda
- Liberia
- Mali
- Mauritania
- Norvegia
  -  Insula Bouvet (nelocuit)
- Regatul Unit
  -  Sfânta Elena, Ascension și Tristan da Cunha
- Sahara Occidentală
- São Tomé and Príncipe
- Senegal
- Sierra Leone
- Togo

## Ora standard (iarna din emisfera nordică)
- Danemarca
  -  Insulele Feroe
- Irlanda (IST - Ireland Standard Time)
- Portugalia (fără Azore)
- Regatul Unit (cu 
  -  Guernsey
  -  Insula Man
  -  Jersey)
- Spania
  -  Insulele Canare

În vara aceste regiuni folosesc fusul orar UTC+1.

## Ora de vară (vara din emisfera nordică)
- Danemarca
  -  Groenlanda (Ittoqqortoormiit și zona înconjurătoare)
- Portugalia
  -  Insulele Azore

În iarna aceste regiuni folosesc fusul orar UTC−1.